# Women’s Professional Soccer 2009
Die Women’s Professional Soccer 2009 war die erste Saison der US-amerikanischen Frauenfußballliga Women’s Professional Soccer. Die reguläre Saison begann am 29. März 2009 und endete am 9. August 2009. Die Play-off-Runden wurden in der Zeit vom 15. bis 21. August 2009 ausgespielt. Erster Meister der Liga wurde der Sky Blue FC aus dem Piscataway Township, New Jersey, der sich im Finale mit 1:0 gegen Los Angeles Sol durchsetzte. Torschützenkönigin wurde die Brasilianerin Marta von Los Angeles Sol mit zehn Toren.

## Franchises und Spielstätten
| Franchise           | Ort                             | Stadion               | Kapazität |
| ------------------- | ------------------------------- | --------------------- | --------- |
| Boston Breakers     | Somerville, Massachusetts       | Harvard Stadium       | 30.323    |
| Chicago Red Stars   | Bridgeview, Illinois            | Toyota Park           | 20.000    |
| FC Gold Pride       | Santa Clara, Kalifornien        | Buck Shaw Stadium     | 7.000     |
| Los Angeles Sol     | Carson, Kalifornien             | Home Depot Center     | 27.000    |
| St. Louis Athletica | St. Louis, Missouri             | Anheuser-Busch Center | 5.500     |
| Sky Blue FC         | Piscataway Township, New Jersey | Yurcak Field          | 5.000     |
| Washington Freedom  | Germantown, Maryland            | Maryland SoccerPlex   | 5.126     |

| Breakers |

| Red Stars |

| Gold Pride |

| Sol |

| Athletica |

| Sky Blue |

| Freedom |

| Breakers |

| Red Stars |

| Gold Pride |

| Sol |

| Athletica |

| Sky Blue |

| Freedom |

## Statistiken

### Tabelle
| Pl. | Verein              | Sp. | S  | U | N  | Tore    | Diff. | Punkte |
| --- | ------------------- | --- | -- | - | -- | ------- | ----- | ------ |
| 1.  | Los Angeles Sol     | 20  | 12 | 5 | 3  | 027:100 | +17   | 41     |
| 2.  | St. Louis Athletica | 20  | 10 | 4 | 6  | 019:150 | +4    | 34     |
| 3.  | Washington Freedom  | 20  | 8  | 5 | 7  | 032:320 | ±0    | 29     |
| 4.  | Sky Blue FC         | 20  | 7  | 5 | 8  | 019:200 | −1    | 26     |
| 5.  | Boston Breakers     | 20  | 7  | 4 | 9  | 018:200 | −2    | 25     |
| 6.  | Chicago Red Stars   | 20  | 5  | 5 | 10 | 018:250 | −7    | 20     |
| 7.  | FC Gold Pride       | 20  | 4  | 6 | 10 | 017:280 | −11   | 18     |

### Ergebnisse
Die Spiele sind in Ermangelung echter Spieltage für jede Mannschaft in chronologischer Reihenfolge angegeben, die Ergebnisse zeilenweise jeweils aus Sicht der entsprechenden Mannschaft.
| Mannschaft                  | Spiel | Spiel | Spiel | Spiel | Spiel | Spiel | Spiel | Spiel | Spiel | Spiel | Spiel | Spiel | Spiel | Spiel | Spiel | Spiel | Spiel | Spiel | Spiel | Spiel |
| Mannschaft                  | 1     | 2     | 3     | 4     | 5     | 6     | 7     | 8     | 9     | 10    | 11    | 12    | 13    | 14    | 15    | 16    | 17    | 18    | 19    | 20    |
| --------------------------- | ----- | ----- | ----- | ----- | ----- | ----- | ----- | ----- | ----- | ----- | ----- | ----- | ----- | ----- | ----- | ----- | ----- | ----- | ----- | ----- |
| Boston Breakers (BOS)       | BAY   | STL   | WSH   | CHI   | LA    | LA    | WSH   | NJ    | STL   | BAY   | CHI   | WSH   | NJ    | NJ    | CHI   | BAY   | NJ    | WSH   | STL   | LA    |
| Boston Breakers (BOS)       | 1:2   | 2:0   | 3:1   | 0:4   | 2:1   | 0:0   | 1:1   | 1:2   | 0:1   | 1:1   | 2:0   | 1:0   | 0:1   | 1:2   | 1:0   | 1:0   | 0:0   | 0:1   | 0:1   | 1:2   |
| Chicago Red Stars (CHI)     | STL   | WSH   | NJ    | BOS   | NJ    | BAY   | STL   | LA    | BAY   | WSH   | NJ    | BOS   | LA    | WSH   | BAY   | BOS   | NJ    | WSH   | LA    | STL   |
| Chicago Red Stars (CHI)     | 1:0   | 1:1   | 0:0   | 4:0   | 0:2   | 0:1   | 0:2   | 1:1   | 1:1   | 0:0   | 0:1   | 0:2   | 0:4   | 2:1   | 3:1   | 0:1   | 0:1   | 2:3   | 3:1   | 0:2   |
| FC Gold Pride (BAY)         | BOS   | NJ    | LA    | WSH   | NJ    | STL   | CHI   | LA    | WSH   | CHI   | BOS   | LA    | STL   | CHI   | BOS   | LA    | STL   | WSH   | NJ    | STL   |
| FC Gold Pride (BAY)         | 2:1   | 1:1   | 0:1   | 3:4   | 1:0   | 0:1   | 1:0   | 0:2   | 1:3   | 1:1   | 1:1   | 0:2   | 0:1   | 1:3   | 0:1   | 0:0   | 1:1   | 3:2   | 0:2   | 1:1   |
| Los Angeles Sol (LA)        | WSH   | NJ    | BAY   | STL   | BOS   | BOS   | NJ    | BAY   | STL   | CHI   | WSH   | NJ    | BAY   | STL   | CHI   | WSH   | STL   | BAY   | CHI   | BOS   |
| Los Angeles Sol (LA)        | 2:0   | 2:0   | 1:0   | 0:0   | 1:2   | 0:0   | 1:0   | 2:0   | 2:0   | 1:1   | 3:1   | 0:0   | 2:0   | 2:1   | 4:0   | 1:0   | 0:1   | 0:0   | 1:3   | 2:1   |
| Saint Louis Athletica (STL) | CHI   | BOS   | LA    | WSH   | BAY   | CHI   | LA    | NJ    | BOS   | WSH   | LA    | NJ    | BAY   | LA    | WSH   | NJ    | BAY   | BOS   | CHI   | BAY   |
| Saint Louis Athletica (STL) | 0:1   | 0:2   | 0:0   | 3:3   | 1:0   | 2:0   | 0:2   | 1:0   | 1:0   | 0:1   | 1:2   | 2:1   | 1:0   | 1:0   | 0:1   | 1:0   | 1:1   | 1:0   | 2:0   | 1:1   |
| Sky Blue FC (NJ)            | LA    | BAY   | CHI   | BAY   | CHI   | LA    | WSH   | BOS   | STL   | LA    | CHI   | STL   | BOS   | BOS   | WSH   | CHI   | STL   | BOS   | BAY   | WSH   |
| Sky Blue FC (NJ)            | 0:2   | 1:1   | 0:0   | 0:1   | 2:0   | 0:1   | 1:2   | 2:1   | 0:1   | 0:0   | 1:0   | 1:2   | 1:0   | 2:1   | 4:4   | 1:0   | 0:1   | 0:0   | 2:0   | 1:3   |
| Washington Freedom (WSH)    | LA    | CHI   | BOS   | BAY   | STL   | BOS   | NJ    | BAY   | LA    | CHI   | STL   | BOS   | CHI   | LA    | NJ    | STL   | CHI   | BOS   | BAY   | NJ    |
| Washington Freedom (WSH)    | 0:2   | 1:1   | 1:3   | 4:3   | 3:3   | 1:1   | 2:1   | 3:1   | 1:3   | 0:0   | 1:0   | 0:1   | 1:2   | 0:1   | 4:4   | 1:0   | 3:2   | 1:0   | 2:3   | 3:1   |

| Legende   | Legende       |
| --------- | ------------- |
| Heimspiel | Auswärtsspiel |

### Torschützinnenliste
| Platz | Spielerin          | Verein                | Anzahl |
| ----- | ------------------ | --------------------- | ------ |
| 1     | Marta              | Los Angeles Sol       | 10     |
| 2     | Camille Abily      | Los Angeles Sol       | 8      |
|       | Abby Wambach       | Washington Freedom    | 8      |
| 4     | Eniola Aluko       | Saint Louis Athletica | 6      |
|       | Cristiane          | Chicago Red Stars     | 6      |
|       | Lisa De Vanna      | Washington Freedom    | 6      |
|       | Natasha Kai        | Sky Blue FC           | 6      |
|       | Christine Sinclair | FC Gold Pride         | 6      |
|       | Kelly Smith        | Boston Breakers       | 6      |
| 10    | Rosana             | Sky Blue FC           | 5      |

### Zuschauertabelle
|    | Verein                  | Zuschauer | Heimspiele | pro Spiel | Auslastung |
| -- | ----------------------- | --------- | ---------- | --------- | ---------- |
| 1. | Los Angeles Sol         | 62.980    | 10         | 6.298     | 023,3 %    |
| 2. | Washington Freedom 1    | 57.466    | 10         | 5.747     | 067,5 %    |
| 3. | Chicago Red Stars       | 49.279    | 10         | 4.928     | 024,6 %    |
| 4. | Boston Breakers         | 46.651    | 10         | 4.665     | 015,4 %    |
| 5. | Saint Louis Athletica 2 | 38.326    | 10         | 3.833     | 070,6 %    |
| 6. | FC Gold Pride           | 36.667    | 10         | 3.667     | 052,4 %    |
| 7. | Sky Blue FC 3           | 36.513    | 10         | 3.651     | 069,9 %    |

## Play-off-Runde

### Übersicht
|  | First Round | First Round        | First Round |  |  | Super Semifinal | Super Semifinal       | Super Semifinal |  |  | WPS Championship | WPS Championship | WPS Championship |
|  |             |                    |             |  |  |                 |                       |                 |  |  |                  |                  |                  |
|  |             |                    |             |  |  |                 |                       |                 |  |  | 1                | Los Angeles Sol  | 0                |
|  |             |                    |             |  |  | 2               | Saint Louis Athletica | 0               |  |  | 4                | Sky Blue FC      | 1                |
|  | 3           | Washington Freedom | 1           |  |  | 4               | Sky Blue FC           | 1               |  |  |                  |                  |                  |
|  | 4           | Sky Blue FC        | 2           |  |  |                 |                       |                 |  |  |                  |                  |                  |

### First Round
In der ersten Play-off-Runde empfing der Vorrundendritte den Vorrundenvierten.
| Datum           |                    | Ergebnis  |             |
| --------------- | ------------------ | --------- | ----------- |
| 15. August 2009 | Washington Freedom | 1:2 (0:0) | Sky Blue FC |

### Super Semifinal
In der zweiten Play-off-Runde empfing der Vorrundenzweite den Sieger der ersten Runde.
| Datum           |                     | Ergebnis  |             |
| --------------- | ------------------- | --------- | ----------- |
| 19. August 2009 | St. Louis Athletica | 0:1 (0:0) | Sky Blue FC |

### WPS Championship
Los Angeles Sol war als Meister der Regular Season für das Meisterschaftsendspiel gesetzt. Gespielt wurde im Home Depot Center in Carson. Sky Blue FC gewann den Titel durch ein Tor von Heather O’Reilly in der 17. Spielminute.
| Los Angeles Sol                        | Los Angeles Sol | Sky Blue FC | Sky Blue FC |
| -------------------------------------- | --- | --- | ----------- |
| Los Angeles Sol                        | \| 22. August 2009 in Carson, Kalifornien \| \| Ergebnis: 0:1 (0:1) \| \| Zuschauer: 7.218 \| \| Schiedsrichterin: Kari Seitz \| | \| 22. August 2009 in Carson, Kalifornien \| \| Ergebnis: 0:1 (0:1) \| \| Zuschauer: 7.218 \| \| Schiedsrichterin: Kari Seitz \| | Sky Blue FC |
| Los Angeles Sol                        | Karina LeBlanc – Stephanie Cox, Allison Falk, Brittany Bock – Aya Miyama, Manya Makoski, Aly Wagner (63. Katie Larkin), McCall Zerboni (36. Sharolta Nonen), Shannon Boxx – Marta, Han Duan (79. Lyndsey Patterson) Cheftrainer: Abner Rogers | Jenni Branam – Keeley Dowling, Christie Rampone – Kacey White, Meghan Schnur, Rosana (72. Collette McCallum), Yael Averbuch, Francielle, Heather O’Reilly (84. Noelle Keselica), Jen Buczkowski – Natasha Kai (68. Kerri Hanks) Cheftrainerin: Christie Rampone | Sky Blue FC |
| Los Angeles Sol                        | 0:1 Heather O’Reilly (17.) | | Sky Blue FC |
| Los Angeles Sol                        | Brittany Bock | | Sky Blue FC |
| Los Angeles Sol                        | Allison Falk (27., Notbremse) | | Sky Blue FC |
| 22. August 2009 in Carson, Kalifornien | | |             |
| Ergebnis: 0:1 (0:1)                    | | |             |
| Zuschauer: 7.218                       | | |             |
| Schiedsrichterin: Kari Seitz           | | |             |

## Auszeichnungen
Am Saisonende vergab die Liga sechs Auszeichnungen.
| Preis                                   | Ehrung für             | Preisträger                      |
| --------------------------------------- | ---------------------- | -------------------------------- |
| Michelle Akers Player of the Year Award | Wertvollste Spielerin  | Marta (Los Angeles Sol)          |
| Defender of the Year Award              | Beste Abwehrspielerin  | Amy LePeilbet (Boston Breakers)  |
| Goalkeeper of the Year Award            | Beste Torhüterin       | Hope Solo (St. Louis Athletica)  |
| Golden Boot                             | Torschützenkönigin     | Marta (Los Angeles Sol, 10 Tore) |
| Sportswomen of the Year Award           | Fußballerin des Jahres | Christie Rampone (Sky Blue FC)   |
| Coach of the Year Award                 | Trainer des Jahres     | Abner Rogers (Los Angeles Sol)   |

## All-Star Game
Am 30. August 2009 fand im Anheuser-Busch Center in St. Louis das All-Star-Game der WPS statt. Dabei traf eine Ligaauswahl der WPS auf den schwedischen Meister Umeå IK. Die WPS-Auswahl gewann das Spiel mit 4:2 Toren.